# Molina Point
Der Molina Point (in Chile Punta Molina, in Argentinien Punta Quilmes) ist der östliche Ausläufer der Lemaire-Insel vor der Danco-Küste des Grahamlands auf der Antarktischen Halbinsel.
Teilnehmer der 5. Chilenischen Antarktisexpedition (1950–1951) benannten die Landspitze vermutlich nach einem Expeditionsmitglied. Namensgeber der argentinischen Benennung ist die 1826 ausgetragene Seeschlacht um Quilmes im Argentinisch-Brasilianischen Krieg.